# Glenea keyana
Glenea keyana är en skalbaggsart som beskrevs av Stefan von Breuning 1959. Glenea keyana ingår i släktet Glenea och familjen långhorningar. Inga underarter finns listade i Catalogue of Life.